# Масса-ді-Сомма
Масса-ді-Сомма (італ. Massa di Somma, сиц. Massa di Somma) — муніципалітет в Італії, у регіоні Кампанія,  метрополійне місто Неаполь.
Масса-ді-Сомма розташована на відстані близько 200 км на південний схід від Рима, 10 км на схід від Неаполя.
Населення — 5491 особа (2014).

## Демографія
Населення за роками:

Станом на 1 січня 2023 року в муніципалітеті офіційно проживало 77 іноземців з 24 країн, серед них 22 громадяни країн Євросоюзу та 26 громадян України.

## Сусідні муніципалітети
- Черкола
- Ерколано
- Поллена-Троккія
- Сан-Себастіано-аль-Везувіо